# Reginar V.
Reginar V. (frz. Régnier V de Mons, ndl. Reinier V. van Bergen) (* um 995; † nach 1039) war Graf von Mons.

## Leben
Er stammte aus dem Geschlecht der Reginare und war Sohn des Vaters Reginar IV. und der Mutter Hedwig von Frankreich. Großeltern auf mütterlicher Seite waren Hugo Capet und Adelheid von Aquitanien.
Er folgte seinem Vater im Jahr 1013 als (Titular-)Graf im Hennegau und Graf von Mons nach. Wie schon sein Vater stand er in Opposition zu den Herzögen von Niederlothringen und war bestrebt, die Grafschaft Hennegau zurückzuerlangen. Er kämpfte zusammen mit seinem Onkel Lambert I. von Löwen gegen Herzog Gottfried von Niederlothringen. Nach dem Tod des Onkels setzte dessen Sohn das Bündnis mit Reginar fort. Im Jahr 1018 wurde der Streit durch Vermittlung Heinrichs II. und des Bischofs von Cambrai Gerhard I. von Cambrai auf einem Hoftag in Nijmegen beigelegt. Um den Frieden zu sichern, heiratete Reginar Mathilde von Verdun, eine Nichte des Herzogs und Erbtochter von Hermann von Eenham. Durch diese kam als Erbe unter anderem ein Teil Brabants an ihn. Reginar unterstützte in der Folge Herzog Gottfried. Zusammen kämpften beide gegen Dietrich III. von Holland und wurden noch im Jahr 1018 gefangen genommen. Später gehörten beide zu denjenigen lothringischen Adeligen, die nach dem Tod Heinrichs II. gegen König Konrad II. Widerstand leisteten. Später kam es auch zu einer Fehde mit den Grafen von Flandern. Dabei wurde Reginars wichtigste Burg in Brabant, Eendam, 1033 zerstört.
Wie schon sein Vater hatte Reginar V. ein reges Interesse am geistigen Leben seiner Zeit. Er stand in Kontakt mit dem Abt Olbert von St. Ghislain. Dieser widmete ihm seine Vita des Heiligen Veronus. Der von Poppo von Stablo mit Unterstützung Konrads II. und des Bischofs Gerard von Cambrai eingeleiteten Klosterreform hat er sich allerdings widersetzt. Er bedrängte den von Gerard in S. Ghislain eingesetzten Abt Heribrand so sehr, dass dieser den Kaiser um Schutz bat. 
Er hatte mit seiner Frau ein Kind. Etwas unklar ist, ob sein Nachfolger als Graf Hermann von Mons sein Sohn oder ob dessen Frau Richildis seine Tochter war. Diese heiratete in zweiter Ehe Balduin von Flandern.